# La Hora (Ecuador)
La Hora (Motto: LO QUE NECESITAS SABER, deutsch: ‚Was du wissen musst‘) ist eine ecuadorianische Tageszeitung mit Sitz in Quito. Sie erscheint in 12 Regionalausgaben in verschiedenen Gebieten Ecuadors.
Sie veröffentlicht regelmäßig Sonderausgaben und Bücher wie etwa die Historia del Ecuador, die von Enrique Ayala und Sonia Fernández Rueda herausgegeben wurde.